# Ibone Bengoetxea
Ibone Bengoetxea Otaolea (Bilbao, 1967) es una política, gestora cultural y psicóloga española, actual vicelehendakari primera y consejera de Cultura y Políticas Lingüísticas del Gobierno Vasco.
Entre 2015 y 2021, ejerció como diputada foral de Administración Pública y Relaciones Institucionales de la Diputación Foral de Vizcaya. En 2021 fue nombrada directora gerente de EITB, abandonando su cargo en junio de 2024 para asumir la vicelehendakaritza primera y la consejería de cultura y políticas lingüísticas del Gobierno Vasco.  
Estudió Psicología en la Universidad de Deusto, licenciándose con matrícula de honor en 1990. Entre 2003 y 2015, fue teniente de alcalde y portavoz del Ayuntamiento de Bilbao.